# Pueblo Chico
Pueblo Chico var en miniaturepark i La Orotava på Tenerife i De kanariske øer. Parken åbnede i 1999 og lukkede i slutningen af 2015.
Pueblo Chico (lille landsby) dækkede over et areal på 20.000 m² med modeller i størrelsesforholdet 1:25. Forbillederne stammede fra De kanariske øer og omfattede historiske bygningsværker, moderne arkitektur, landskabe og gengivelser af livet på øerne.
Urbefolkningens (guancher) liv kunne følges i detaljerede scener ligesom forskellige former af nutidens landbrug. Enkelte historiske bygninger fra forskellige byer var gengivet, og en særlig afdeling var helliget verdenskulturarven San Cristóbal de La Laguna. Øens hovedby Santa Cruz de Tenerife var repræsenteret med bygninger fra den gamle bydel, moderne arkitektur af Santiago Calatrava og havnen. I havnen fandt  man sejlende skibe, ligesom der også var gang i flyene på start- og landingsbanerne ved Tenerife Syd Lufthavn.
Naboøerne var repræsenteret med enkelte bygninger: Grevetårnet i San Sebastián de La Gomera, teatret Pérez Galdós i Las Palmas de Gran Canaria, rådhuset i Santa Cruz de La Palma, Kuglebroen og fæstningen San Gabriel på Lanzarote, officershus i La Oliva på Fuerteventura og fyrtårnet fra Orchilla på El Hierro.
Udover modellerne hørte der talrige planter til parkens attraktioner.